# Astragalus macrobotrys
Astragalus macrobotrys är en ärtväxtart som beskrevs av Aleksandr Andrejevitj Bunge. Astragalus macrobotrys ingår i släktet vedlar, och familjen ärtväxter. Inga underarter finns listade i Catalogue of Life.